# Francesco Dell’Uomo
Francesco Dell’Uomo (Colleferro, 1987. január 8. –) Európa-bajnoki bronzérmes olasz műugró.

## Élete
Dell’Uomo – aki foglalkozását tekintve nápolyi csendőr –  ötéves  korától merül, jelenleg a CS Carabinieri csapatának tagja. Első megmérettetésére 2001-ben, a máltai junior Európa-bajnokságon került sor. A 2004-es athéni olimpián a férfi 10 méteres toronyugrás versenyszámában a 9. helyen végzett, míg négy évvel később a pekingi ötkarikás játékokon már a selejtezőben kiesett. Az úszó-világbajnokságok során eddig az 5. helyet szerezte meg (2009, Róma), míg az úszó-Európa-bajnokságokon két alkalommal szerzett bronzérmet, 2006-ban Budapesten és 2008-ban Eindhovenben.
2012-ben, a londoni olimpia nem hozta meg számára a várt sikert, a 10 méteres toronyugrás versenyében 370,25 pontot szerzett, és ezzel a 27. helyen végzett. A 2013-as Európa-bajnokságon páros toronyugrásban Maicol Verzottóval negyedik lett.
2014-ben, a sanghaji műugró-világkupán – Bátki Noémivel közösen alkotva csapatot – a 7. helyen végzett a vegyes versenyszámban, míg toronyugrásban a 8., szinkron toronyban a 13. helyen zárt. A berlini úszó-Európa-bajnokságon – Maicol Verzottóval párban – az 5. helyen végzett a férfi 10 méteres szinkronugrás fináléjában, ugyanakkor a 10 méteres toronyugrás versenyszámában a 7. helyen zárt.
2015-ben, a rostocki mű- és toronyugró-Eb toronyugrásának döntőjében – a 12 ugrót felvonultató mezőnyben – a 9. helyen zárt, míg a 10 méteres szinkronugrásban, Verzottóval az utolsó, 6. helyen végzett.
A kazanyi vb-n nem jutott tovább a selejtezőből sem toronyugrásban, sem pedig szinkrontoronyugrásban. Az előbbiben a 26., míg az utóbbiban a 16. helyen végzett (Verzottóval).

## Eredmények
| Sportesemény                                               | Versenyszámok | Versenyszámok | Versenyszámok | Versenyszámok | Versenyszámok |
| Sportesemény                                               | 1 m           | 3 m           | 3 m szinkron  | 10 m torony   | 10 m szinkron |
| ---------------------------------------------------------- | ------------- | ------------- | ------------- | ------------- | ------------- |
| 2001-es junior Eb, Málta                                   | –             | –             | –             |               | –             |
|                                                            |               |               |               |               |               |
| 2002-es junior Eb, Genova                                  | –             |               | –             | –             |               |
| 2002-es junior vb, Aachen                                  | –             | –             | –             |               | –             |
|                                                            |               |               |               |               |               |
| 2004-es junior Eb, Aachen                                  | –             |               | –             |               | –             |
| 2004-es olimpia, Athén                                     | –             | –             | –             | 9.            | –             |
| 2004-es úszó-Eb, Madrid                                    | –             | –             | –             | 8.            | 5.            |
| 2004-es műugró-világkupa, Athén                            | –             | –             | –             | 9.            | 14.           |
| 2004-es műugró Európa-kupa, Stockholm                      | –             | –             | –             | 5.            | –             |
|                                                            |               |               |               |               |               |
| 2005-ös műugró Európa-kupa, Stockholm                      | –             | –             | –             | –             |               |
| 2005-ös junior Eb, Electrostal                             | 9.            |               | –             |               | –             |
| 2005-ös úszó-vb, Montreal                                  | –             | –             | –             | –             | 7.            |
|                                                            |               |               |               |               |               |
| 2006-os úszó-Eb, Budapest                                  | –             | –             | –             | 8.            |               |
| 2006-os műugró Európa-kupa, Stockholm                      | –             | –             | –             |               | –             |
| 2006-os olasz mű- és toronyugró-bajnokság, Torino          | –             | –             | –             |               | –             |
| 2006-os olasz nyári mű- és toronyugró-bajnokság, Riccione  | –             | –             | –             |               | –             |
| 2006-os római műugró-Grand Prix                            | –             | –             | –             | –             | 6.            |
| 2006-os Fort Lauderdale-i műugró-Grand Prix                | –             | –             | –             | 8.            | –             |
| 2006-os victoriai műugró-Grand Prix                        | –             | –             | –             | 9.            | –             |
| 2006-os rostocki műugró-Grand Prix                         | –             | –             | –             | 6.            | –             |
|                                                            |               |               |               |               |               |
| 2007-es műugró Európa-kupa, Stockholm                      | –             | –             | –             |               | –             |
| 2007-es úszó-vb, Melbourne                                 | –             | –             | –             | 12.           | 6.            |
| 2007-es római műugró-Grand Prix                            | –             | –             | –             | –             | 4.            |
| 2007-es madridi műugró-Grand Prix                          | –             | –             | –             |               | –             |
| 2007-es Fort Lauderdale-i műugró-Grand Prix                | –             | –             | –             | 17.           | –             |
| 2007-es olasz fedett mű- és toronyugró-bajnokság, Trieszt  | –             | –             | –             |               | –             |
| 2007-es olasz mű- és toronyugró nemzeti bajnokság, Bolzano | –             | –             | –             |               |               |
| 2007-es olasz nyári mű- és toronyugró-bajnokság, Róma      |               |               | –             |               | –             |
|                                                            |               |               |               |               |               |
| 2008-as úszó-Eb, Eindhoven                                 | –             | –             | –             | 3.            | 5.            |
| 2008-as műugró Európa-kupa, Stockholm                      | –             | –             | –             | 4.            | –             |
| 2008-as római műugró-Grand Prix                            | –             | –             | –             | 5.            | –             |
| 2008-as Fort Lauderdale-i műugró-Grand Prix                | –             | –             | –             | 19.           | –             |
|                                                            |               |               |               |               |               |
| 2009-es úszó-vb, Róma                                      | –             | –             | –             | 19.           | 5.            |
| 2009-es mű- és toronyugró-Eb, Torino                       | –             | –             | –             | 9.            | 5.            |
|                                                            |               |               |               |               |               |
| 2010-es úszó-Eb, Budapest                                  | –             | –             | –             | 9.            | 5.            |
| 2010-es rostocki műugró-Grand Prix                         | –             | –             | –             | 11.           | 7.            |
| 2010-es Fort Lauderdale-i műugró-Grand Prix                | –             | –             | –             | 16.           | –             |
| 2010-es bolzanói műugró-Grand Prix                         | –             | 12.           | –             | 7.            | –             |
|                                                            |               |               |               |               |               |
| 2011-es úszó-vb, Sanghaj                                   | –             | –             | –             | 27.           | 13.           |
| 2011-es rostocki műugró-Grand Prix                         | –             | –             | –             | 11.           | 4.            |
| 2011-es bolzanói műugró-Grand Prix                         | –             | –             | –             | 5.            | 4.            |
|                                                            |               |               |               |               |               |
| 2012-es bolzanói műugró-Grand Prix                         | –             | –             | –             | 7.            | 5.            |
| 2012-es műugró-világkupa, London                           | –             | –             | –             | 19.           | 14.           |
| 2012-es úszó-Eb, Eindhoven                                 | –             | –             | –             | 9.            | 6.            |
| 2012-es nyári olimpia, London                              | –             | –             | –             | 27.           | –             |
|                                                            |               |               |               |               |               |
| 2013-as olasz fedett mű- és toronyugró-bajnokság, Torino   | 13.           | 5.            | –             | –             | –             |
| 2013-as olasz nyári mű- és toronyugró-bajnokság, Trieszt   | 8.            | 5.            | –             |               |               |
| 2013-as mű- és toronyugró-Eb, Rostock                      | –             | –             | –             | –             | 4.            |
|                                                            |               |               |               |               |               |
| 2014-es műugró-világkupa, Sanghaj                          | –             | –             | –             | 8.            | 13.           |
| 2014-es úszó-Eb, Berlin                                    | –             | –             | –             | 7.            | 5.            |
|                                                            |               |               |               |               |               |
| 2015-ös mű- és toronyugró-Eb, Rostock                      | –             | –             | –             | 9.            | 6.            |
| 2015-ös Grand Prix, Bolzano                                | –             | –             | –             | 8.            | –             |
| 2015-ös úszó-vb, Kazany                                    | –             | –             | –             | 26.           | 16.           |
|                                                            |               |               |               |               |               |
| 2016-os világkupa, Rio de Janeiro                          | –             | –             | –             | 34.           | –             |

_______
A forrás nélküli hivatkozások helyét lásd a német IAT, az olasz FIN és carabinieri.it oldalakon!
Csapatversenyeken
| Sportesemény                      | Partnere    | Eredmény |
| --------------------------------- | ----------- | -------- |
| 2014-es műugró-világkupa, Sanghaj | Bátki Noémi | 7.       |